# Studnice (Hradec Králové)
Studnice (Hradec Králové) é uma comuna checa localizada na região de Hradec Králové, distrito de Náchod‎.